# Fora da Lei (canção)
"Fora de Lei" é uma das composições feitas na parceria entre Ed Motta e Rita Lee. A letra ganhou vida na voz de Ed Motta, sendo lançada em primeira mão no álbum Manual Prático para Festas, Bailes e Afins no ano de 1997, que é o quarto disco do cantor Ed Motta e também o terceiro de sua carreira solo. O álbum, que vendeu cerca de 300.000 cópias, é composto por 16 faixas, sendo a dançante música "Fora de lei" a terceira.
De acordo com o próprio site do cantor, compositor e multi-instrumentista Ed Motta, a música é considerada um dos funks do disco de 1997 “que remetem aos tempos da Conexão Japeri”, banda que Ed Motta participava e lançou o seu primeiro disco em 1988.
Em entrevista à Revista Backstage  em maio de 1998, o cantor afirma que o álbum que lançou "Fora de Lei" foi produzido em negociação com a gravadora Warner Music, a qual ele definiu como "chantagem", e portanto, não teve o resultado final como ele esperava.
Mas a faixa "Fora de Lei" tornou-se topo das paradas musicais do país, sendo até hoje cantada em karaokês e programas musicais. 
Em 1997, uma versão da música (duração: 4:47) foi trilha sonora do personagem Kathy na novela Por Amor , televisionada pela emissora Globo.

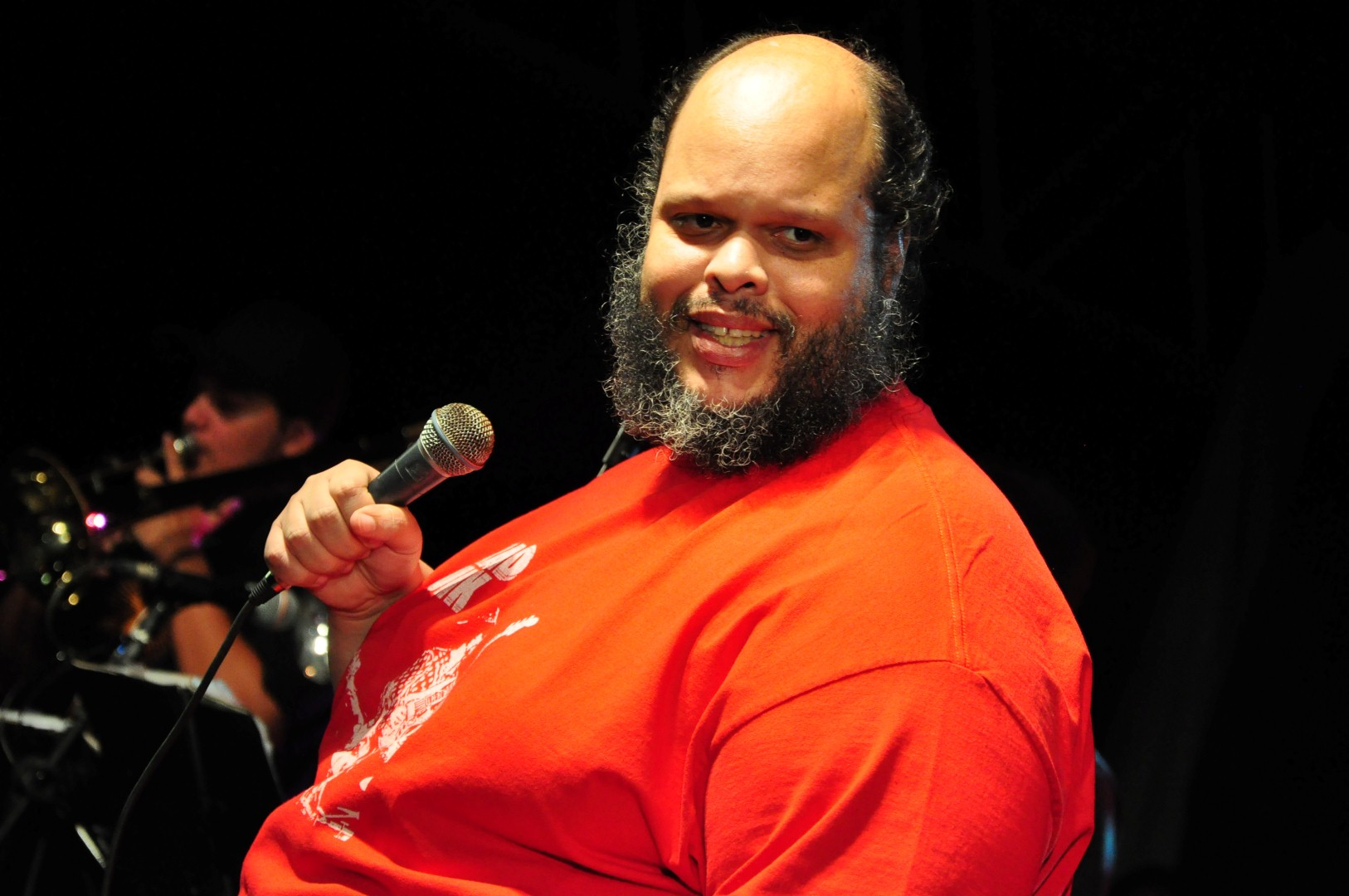
Ed Motta no FLIV - Festival Literário de Votuporanga em 2012.

## Vendas e certificações
| País          | Certificação                 | Vendas         |
| ------------- | ---------------------------- | -------------- |
| Brasil – ABPD | Ouro100.000+ Platina250.000+ | 300.000 cópias |